# Ain Zohra
Ain Zohra (Tamazight: ⵄⵉⵏ ⵣⵓⵀⵔⴰ) is een stadje en gemeente gelegen in het Rifgebergte, in het noordoosten van Marokko. Het behoort tot de provincie Driouch en de regio  Oriental. Ain Zohra is gelegen in het stamgebied van de Ibdarsen.

## Geografie
Aïn Zohra ligt op een gemiddelde hoogte van circa 839 meter boven zeeniveau. Het landschap is bergachtig en vormt een deel van het Rifgebergte. De totale oppervlakte van de gemeente bedraagt ongeveer 311,8 vierkante kilometer. De regio heeft een mediterraan klimaat met warme zomers en milde winters.

## Bevolking
Volgens de volkstelling van 2024 telt Aïn Zohra 8.705 inwoners, verdeeld over iets meer dan 2.100 huishoudens. De bevolking is overwegend Amazigh en spreekt voornamelijk het Tarifit, een Berbers dialect dat in het noorden van Marokko veel voorkomt.

## Cultuur en samenleving
De inwoners van Aïn Zohra leven vooral van landbouw, veeteelt en olijventeelt. De traditionele Amazigh-cultuur is zichtbaar in klederdracht, taal en muziek. Er zijn wekelijks markten waar lokale producten worden verkocht. Migratie naar Europese landen speelt een belangrijke rol in het onderhoud van gezinnen, veel inwoners ontvangen geld van familieleden in het buitenland.

## Bereikbaarheid
Aïn Zohra is bereikbaar via regionale wegen, maar ligt relatief afgelegen. De dichtstbijzijnde grote steden zijn Driouch en Nador. In de buurt bevinden zich verschillende luchthavens:
- Nador International Airport – op circa 57 kilometer afstand
- Melilla Airport – op ongeveer 84 kilometer
- Oujda-Angads Airport – op ongeveer 147 kilometer afstand

## Koloniale verleden
Hoewel er weinig specifiek is geschreven over Aïn Zohra in de koloniale periode, maakte de regio deel uit van het bredere Rifgebied dat bekend stond om zijn verzet tegen de Spaanse overheersing, met name tijdens de Rifoorlog (1921–1926) onder leiding van Abdelkrim El Khattabi. Het is aannemelijk dat ook in en rond Aïn Zohra destijds mobilisatie en impact plaatsvonden, al zijn daarover geen concrete historische gegevens bekend.

## Dorpen
- Ait Ali
- Ait Ali Ben Haddou
- Ait Alla
- Ait Hakkoun
- Ait Hiddra
- Ait Taleb
- Chaârana
- Ibn Aissat
- Ichachiten
- Ifetouchen
- Ighoumaten Ouled Ali Ou Nasser
- Ighoumaten Ouled Aissa
- Ihadouhen
- Ihammouchen
- Ijghiten
- Ouazilen
- Ouazilen Tamdjdit
- Tharwa 'n Abdellah
- Tharwa 'n Aissa
- Tharwa 'n Mimoun
- Tharwa 'n Mohand Ali Richa
- Tharwa 'n Mohand Charkane
- Tharwa 'n Mohand Foukara
- Tharwa 'n Mohand Idnounen
- Tharwa 'n Mohand Isbaghiten
- Tharwa 'n Mohand Maskini
- Tharwa 'n Mohand Ou Ali Sekkar
- Tharwa 'n Mohand Taskimat
- Zawyat Sidi Abdelkader
- Zawyat Sidi Othmane